# Ophiomorus latastii
Espèce
Synonymes
- Ophiomorus miliaris Günther, 1864

Statut de conservation UICN

 DD  : Données insuffisantes
Ophiomorus latastii est une espèce de sauriens de la famille des Scincidae.

## Répartition
Cette espèce se rencontre en Israël, dans le sud-ouest de la Syrie, en Palestine et dans le nord-ouest de la Jordanie. Sa présence est incertaine au Liban.

## Étymologie
Cette espèce est nommée en l'honneur du zoologiste français Fernand Lataste.

## Publications originales
- Boulenger, 1887 : Catalogue of the Lizards in the British Museum (Nat. Hist.) III. Lacertidae, Gerrhosauridae, Scincidae, Anelytropsidae, Dibamidae, Chamaeleontidae. London, p. 1-575 (texte intégral).
- Günther, 1864 : Report on a collection of reptiles and fishes from Palestine. Proceedings of the Zoological Society of London, vol. 1864, p. 488-493 (texte intégral).